# Пчеляй
Пчеляй  (мокш. Пичеляй) — урочище, расположенное западнее реки Лесной Тамбов, в Рассказовском районе Тамбовской области. Входит в число охраняемых природных территорий региона.

## География
Находится в 0,4 км к северо-западу от Котовского водохранилища на ручье Пичеляй.

## Топонимика
Название Пчеляй происходит от мокш. пиче — «сосна» (эрз. пиче — то же) и ляй (сравн. эрз. лей) — «река».

## Археология
В 1971 году тамбовский археолог Лариса Чуистова обнаружила в районе урочища (тогда — населённого пункта) Пчеляй городище Пчеляй I и три поселения — Пчеляй II, III и IV.
Пчеляй I (Пчеляевская гряда) — поселение эпохи бронзового века и городище, датируемое ранним железным веком.

## История
В XVI–XVII веках на территории Пчеляя находился небольшой охотничий кордон и местная церковь.
На начало 1860-х упоминается как «Дом лесной стражи».
По состоянию на 1941 год здесь располагался совхоз, специализировавшийся на овощеводстве.
Во время Великой Отечественной войны на фронте погиб один житель посёлка. 
Некоторое время в Пчеляе функционировало углеперерабатывающее предприятие.
Ко второй половине XX века в урочище оставалось около 4-х домов, и начальная школа. Последняя местная жительница переехала в начале 2000-х.